# Viburnum sphaerocarpum
Viburnum sphaerocarpum är en desmeknoppsväxtart som beskrevs av Yeh Ching Liu och C.H. Ou. Viburnum sphaerocarpum ingår i släktet olvonsläktet, och familjen desmeknoppsväxter. Inga underarter finns listade i Catalogue of Life.